# Tyler Roberson
Tyler Evan Roberson (Union, 27 novembre 1994) è un cestista statunitense.